# Estación Riíto
Estación Riíto, o Ejido Nuevo Michoacán, es un población del municipio de San Luis Río Colorado ubicado en el noreste del estado mexicano de Sonora, en el extremo agrícola sureste del valle de San Luis, y que forman parte del Valle de Mexicali.

## Población
Según los datos del Censo de Población y Vivienda realizado en 2020 por el Instituto Nacional de Estadística y Geografía (INEGI), Riíto tiene un total de Hay 1,413 habitantes y  ocupa el número 5 lugar en cuanto a número de habitantes del municipio. La fiesta patronal es en honor a Nuestra Señora del Carmen y en 2025, se celebraron la 73° y fueron del 4 al 15 de julio.

## El origen
De 1927 a 1934, se realizó la construcción del ramal del Ferrocarril Inter-Californias (que iba de Mexicali B.C. - Yuma, Az.), de Pascualitos hacia Puerto Otis o Puerto Isabel (en la ribera del Río Colorado), luchando contra los pantanos en el Valle de Mexicali por las inundaciones y desbordamientos de aguas del Río Colorado mas géiseres de aguas sulfurosas. En una primera etapa llegaron en 1930, hasta Fuentes Brotantes (hoy Estación Riíto) y de ahí, (hoy Estación El Doctor) unos 48 km al sur, cuya continuación fue cancelada en 1934. El Gobierno de Lázaro Cárdenas (1934-1940) impulsó la continuación de los avances del ramal, logrando llegar en Punta Peñasco en 1940., 20 de marzo de 1937 empezó la continuación del tendido de la vía hacia el este y a ese ferrocarril se le nombró en ese tiempo "Ferrocarril Fuentes Brotantes-Punta Peñasco".
Riío fue un punto importante en la construcción del Ferrocarril Sonora-Baja California, y antes de Estación Doctor, que llevaba su construcción de noroeste a sureste, partiendo de Mexicali y a 73.5 km rumbo a Puerto Peñasco y era último bastión antes de adentrarse al Gran Desierto de Altar, asunto que provocó varias muertes, y fueron plasmadas en la película Viento Negro. Actualmente solo se encuentra el edificio abandonado de la estación y a 460 km de Benjamín Hill.

## Geografía
Riíto, se encuentra en la carretera estatal No. 40, específicamente en el tramo San Luis - Golfo de Santa Clara, dicha carretera conecta a la cabecera municipal con el puerto de pescadores. Riíto está a 12.55 metros sobre el nivel del mar de altura, y está situado a 39.2 kilómetros de la cabecera municipal, se sitúa en las coordenadas geográficas 32°9´52” de latitud norte y -114°57´43” de longitud del meridiano de Greenwich. No muy lejos de ahí y hacia el sur, se encuentran la Ciénega de Santa Clara.

## Personajes notables
- Agricultores fundadores. 1930. Crescenciano Cazares, Teófilo López, Presciliano Bernal y José Bernal.[6]
- Campeón de box, peso supermosca. (2025). Julio "The Monster" Miranda.[7]